# Daniela Peštová
Daniela Peštová est un mannequin tchèque née le 14 octobre 1970 à Teplice.

## Biographie

### Enfance et formation
Elle est née le 14 octobre 1970.

### Carrière
Elle travaille pour l'agence Madison Modeling. 
Elle a fait la couverture de GQ, Marie Claire, Cosmopolitan, Glamour et Elle. Elle a servi de mannequin plusieurs années pour Sports Illustrated Swimsuit Issue.

### Vie privée
Elle épouse Tommasso Buti en 1995. 